# Reginald Brooks-King
Reginald Brooks-King, né en 1861 à Monmouth (Pays de Galles) et mort le 19 septembre 1938 à Honiton (Angleterre), est un archer britannique.

## Biographie
Aux Jeux olympiques d'été de 1908 se tenant à Londres, Reginald Brooks-King remporte la médaille d'argent olympique en double york round.